# Amha Sélassié
Pour les articles homonymes, voir Selassié.
Titres
Prétendant au trône d'Éthiopie
27 août 1975 – 17 février 1997
(Couronné empereur en exil le 8 avril 1989)
(21 ans, 5 mois et 21 jours)
Prince héritier d'Éthiopie
5 mai 1941 – 12 septembre 1974
(33 ans, 4 mois et 7 jours)
Prince héritier d'Éthiopie
2 novembre 1930 – 2 mai 1936
(6 ans et 1 mois)
Amha Sélassié, né Asfaw Wossen Tafari le 27 juillet 1916 et mort le 17 février 1997, est l'unique prince héritier du roi Haïlé Sélassié et de la reine Menen Asfaw. 
Amha Sélassié est proclamé roi trois fois. Il est proclamé la première fois lors d'une tentative de coup d'État contre son père en décembre 1960, au cours de laquelle il est détenu et contraint d'accepter le titre. Il est proclamé une seconde fois en 1974, lors de la destitution de son père par un coup d'État ; il est de nouveau proclamé roi par contumace par le Derg le 12 septembre dans un acte qu'il ne reconnaîtra jamais comme légitime et qui aboutira à l'abolition de la monarchie éthiopienne le 12 mars 1975. La troisième fois, et la dernière, il est proclamé roi lors de son exil le 8 avril 1989. Il accepte cette fois sa nomination en tant que « Sa Majesté impériale Amha Sélassié I, élu de Dieu, Lion conquérant de la tribu de Juda et roi des rois d'Éthiopie».

## Biographie
Amha Sélassié est né dans la ville fortifiée de Harar, de Dejazmach Tafari Makonnen, alors gouverneur de Harar et futur roi des rois d'Éthiopie, et de son épouse Menen Asfaw, le 27 juillet 1914. Il est le frère notamment des princesses Tenagnework, Zenebework et Tsehai.
Amha Sélassié devient prince héritier Asfaw Wossen d'Éthiopie lorsque son père est couronné roi des rois le 2 novembre 1930. Le prince héritier Asfaw Wossen se voit attribuer le titre de Meridazmach et la province (l'ancien royaume) de Wollo pour gouverner. Il est marié à la princesse Wolete Israel Seyoum, arrière-petite-fille du roi Yohannes IV, et a une fille, la princesse Ijigayehu. À la suite de l'invasion italienne de l'Éthiopie en 1936, le prince héritier et la princesse s'exilent avec le reste de la famille impériale. Le couple se sépare vers 1938 et divorce en 1941.

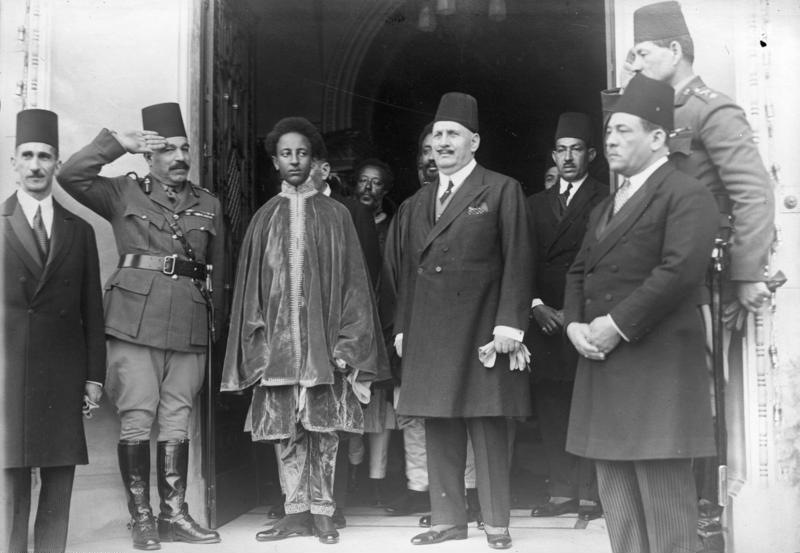
Asfaw Wossen et le Sultan Fouad Ier du royaume d'Égypte en 1931.

Après la restauration de l'empereur Haïlé Sélassié en 1941, le prince héritier retourne en Éthiopie et participe à la campagne pour chasser les forces italiennes de la ville de Gondar, la dernière ville qu'ils détiennent en Éthiopie. Il est brièvement gouverneur par intérim des provinces de Begemder et de Tigré, conservant Wollo tout le temps. Durant cette période, il est remarié à la princesse Medferiashwork Abebe (en). Ils ont trois filles, les princesses Mariam Senna, Sefrash, Sehin et un fils, le prince Zera Yacob.
Le 13 décembre 1960 au soir, le commandant de la garde impériale, Mengistu Neway, avec son frère Germame Neway, lance un coup d'État et s'empare du pouvoir en Éthiopie alors que l'empereur est en visite au Brésil. Les chefs du coup d'État prennent en otage le prince héritier Asfaw Wossen dans le palais impérial. Le lendemain matin, après avoir obtenu le contrôle de la majeure partie de la capitale, ils contraignent le prince héritier à lire une déclaration à la radio, dans laquelle il accepte la couronne à la place de son père et annonce un gouvernement de réforme. Cependant, l'armée régulière, dirigée par Dejazmach Asrate Medhin Kassa et le chef d'état-major, le général de division Mared Mangesha, passent le jour suivant à prendre le contrôle d'autres formations militaires, comme l'armée de l'air. Cette même journée, le patriarche Abuna Basilios de l'Église orthodoxe éthiopienne lance un anathème contre tous ceux qui coopèrent avec les rebelles. Le 15 décembre, des combats éclatent à Addis-Abeba et les rebelles sont chassés. Avant de se retirer, ils massacrent de nombreux membres du gouvernement et de la noblesse prise en otage dans le salon vert du palais. Parmi les morts se trouvent Abebe Aregai et Seyoum Mengesha. L'empereur, de retour en Éthiopie, entre dans la capitale le 17 décembre. Bien que le prince héritier ait agi sous la contrainte, son attitude laisse croire le contraire. Il est donc toujours soupçonné d'avoir participé volontairement à la tentative de coup d'État. À l'inverse, Medferiashwork Abebe, l'épouse du prince héritier, a bien joué un rôle contre la tentative de coup d'État.
À la fin de l'année 1972, à l'âge de 56 ans, le prince héritier Amha Sélassié  subi un grave accident vasculaire cérébral (AVC) et est évacué pour être hospitalisé à Londres et en Suisse. Lors de ce voyage , il est accompagné de sa femme et de ses filles. Cet accident le paralyse d'un côté du corps, il ne peut plus marcher et perd également des capacités orales. Pensant qu'il allait mourir des suites de son accident, son fils, le prince Zera Yacob, alors étudiant à Oxford, est nommé prince héritier par intérim et héritier présomptif. Amha Sélassié, ne retournera plus jamais dans son pays.

## Règne
Amha Sélassié règne très peu de temps, entre la fin du pouvoir de son père le 12 septembre 1974 et l'abolition de la monarchie en mars 1975. Haïlé Sélassié n'a jamais signé d'abdication ni renoncé à son statut de roi. La junte militaire déclare le prince héritier « roi » au lieu de « roi des rois », mais il n'a jamais reconnu le titre ni accepté la déchéance de son père. Lorsque le nouveau gouvernement massacre 61 ex-fonctionnaires du gouvernement impérial, le prince héritier Amha Sélassié émet une forte dénonciation diffusée sur la BBC. La déclaration est publiée au nom du « prince héritier Asfaw Wossen », indiquant qu'il refuse de reconnaître la déclaration du Derg selon laquelle il est monarque à la place de son père. Il continue à utiliser le titre de prince héritier pendant son exil jusqu'en avril 1989, date à laquelle il a finalement assumé le titre d'empereur sous le nom de règne d'Amha Sélassié I,. Sa succession est antidatée, non en septembre 1974 lorsque son père n'est plus au pouvoir, mais en août 1975, date de la mort de l'empereur Haïlé Sélassié. Il confirme ainsi son refus de considérer les actes du régime Derg comme légitime.

## Vie en exil
Le 12 septembre 1974, la junte militaire du Derg destitue le roi Haïlé Sélassié et déclare que le prince héritier Amha Sélassié serait oint « roi » dès son retour de Genève, en Suisse. La junte avait pour intention qu'Amha Sélassié règne en tant que monarque constitutionnel.
Cependant, le prince ne reconnait pas cette proclamation et ne retourne pas en Éthiopie. Lorsqu'il annonce à l'ambassade éthiopienne à Londres qu'il déménage dans cette ville, l'ambassade demande au Derg des instructions pour savoir s'ils doivent le recevoir en tant que roi et chef d'État, ou s'ils doivent le recevoir comme prince héritier à son arrivée au Royaume-Uni. Le Derg répond qu'il doit être reçu comme un simple citoyen éthiopien et qu'aucune dignité royale ne doit être accordée au prince ou à sa famille. Les révolutionnaires abolissent la monarchie en mars 1975 et le prince héritier Amha Sélassié s'installe définitivement à Londres, où plusieurs autres membres de la famille impériale sont déjà installés. Les autres membres de la famille impériale qui sont encore en Éthiopie au moment de la révolution sont emprisonnés, y compris le père d'Amha Sélassié, l'empereur, sa fille de son premier mariage, la princesse Ijigayehu, sa sœur la princesse Tenagnework et plusieurs de ses neveux, nièces, parents et beaux-parents. En 1975, son père l'empereur Haïlé Sélassié, puis, en janvier 1977, sa fille la princesse Ijigayehu meurent en détention. Les membres de la famille impériale restent emprisonnés jusqu'en 1988 (pour les femmes) et 1989 (pour les hommes).
En avril 1989, le prince héritier Amha Sélassié est proclamé roi des rois d'Éthiopie en exil par des membres de la communauté éthiopienne exilée à Londres. Il prend le nom dynastique d'Amha Sélassié I. Sa femme commence également à utiliser le titre de reine. Un an plus tard, le couple déménage à McLean, en Virginie, aux États-Unis, pour se rapprocher de l'importante population d'immigrants éthiopiens à Washington et dans ses environs. 
En 1991, avec la chute du Derg et l'arrivée au pouvoir du Front démocratique révolutionnaire du peuple éthiopien, Amha Sélassié fonde le Mouvement monarchiste Moa Anbessa pour promouvoir une restauration monarchique en Éthiopie et annonce son intention de retourner dans son pays pour une visite. Cependant, à la suite de l'exhumation de la dépouille du négus Haïlé Sélassié, un différend éclate entre la famille impériale et le nouveau gouvernement sur le statut d'un enterrement prévu pour le défunt empereur. Le gouvernement refuse de donner à Haïlé Sélassié des funérailles d'État, ce qui rendit impossible le retour d'Amha Sélassié en Éthiopie.

## Mort
Amha Sélassié meurt à l'âge de 80 ans, le 17 janvier 1997, des suites d'une longue maladie, dans l'État américain de Virginie. Son corps est rapatrié en Éthiopie et enterré dans le caveau de la famille impériale à la cathédrale de la Sainte-Trinité d'Addis-Abeba lors d'une grande cérémonie funéraire présidée par le patriarche Abune Paulos.

## Distinctions

### Nationales
- Grand cordon et collier de l'ordre de Salomon (1930)
- Grand cordon de l'ordre du Sceau de Salomon
- Grand cordon de l'ordre de la Sainte Trinité
- Grand cordon de l'ordre de Menelik II (en)
- Grand-croix et collier de l'ordre de l'Étoile d'Éthiopie
- Médaille militaire d'Haïlé Sélassié

### Etrangères
- Grand cordon de l'ordre de Leopold division militaire (Belgique, 1958)
- Grand-croix de l'ordre national de la Croix du Sud (Brésil, 1958)
- Ordre de l’Éléphant (Danemark, 1970)
- Collier de l'ordre de Mohamed Ali (Égypte, 1932)
- Collier de l'ordre du Nil (Égypte)
- Grand-croix de l'ordre de l'Étoile noire (France, 1930)
- Grand-croix de la Légion d'honneur (France, 1932)
- Grand-croix 1re classe de l'ordre du Mérite de la République fédérale d'Allemagne (Allemagne)
- Compagnon d’honneur de l'ordre de l'Étoile du Ghana (Ghana, 1970)
- Grand-croix de l'ordre du Sauveur (Grèce, 1959)
- Grand-croix de l'ordre des Saints-Maurice-et-Lazare (Italie, 1932)
- Ordre du Chrysanthème (Japon)
- Grand cordon de l'ordre du Soleil Levant (Japon)
- Grand cordon de l'ordre de l'Étoile  (Jordanie, 1960)
- Grand cordon de l'ordre national du Cèdre (Liban)
- Grand-croix de l'ordre du Lion néerlandais (Pays-Bas, 1953)
- Grand-croix de l'ordre de Saint-Olaf (Norvège, 1956)
- Grand-croix de l'ordre Polonia Restituta (Pologne, 1930)
- Ordre de l'Étoile de Roumanie, 1re classe (Roumanie, 1967)
- Grand-croix de l'ordre d'Isabelle la Catholique (Espagne, 1971)
- Commandent grand-croix de l'ordre de Vasa (Suède, 1935)
- Chevalier de l'ordre des Séraphins (Suède, 1954)
- Grand cordon de la classe spéciale de l'ordre de l’Éléphant blanc (Thaïlande, 1970)
- Grand cordon de la classe spéciale de l'ordre de la Couronne de Thaïlande (Thaïlande)
- Chevalier honoraire de l'ordre de Saint-Michel et Saint-Georges (Royaume-Uni, 1958)
- Grand-croix de l'ordre de Pie IX (Vatican, 1932)